# Twiddler-Syndrom
Das Twiddler-Syndrom ist eine seltene Komplikation nach dem Einbau eines Herzschrittmachers oder Defibrillators, bei der der Generator mit der Elektrodensonde (mehrfach) verdreht ist und die zur Funktionsstörung und Dislokation der Elektrode führt.
Der Begriff kommt von englisch twiddle ‚drehen, aufdrehen‘.
Die Erstbeschreibung und Bezeichnung stammt aus dem Jahre 1968 durch die kanadischen Ärzte Colin E. Bayliss, Donald S. Beanlands und Ronald J. Baird.

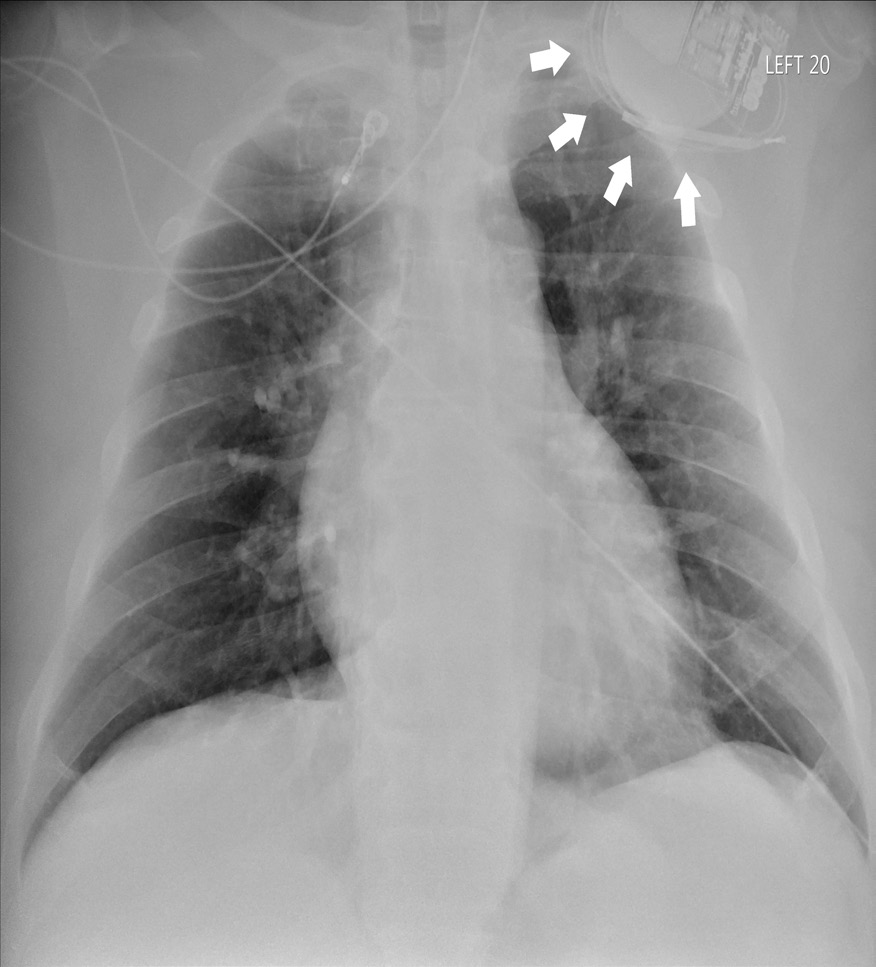
Röntgen-Thorax. Die Kabel zum Automatisierten externen Defibrillator sind um das Gerät gewickelt, die Elektrode kann in der Herzkammer nicht nachgewiesen werden.

## Verbreitung
Die Häufigkeit wird mit 0,07 – 7 % angegeben und tritt meist während des ersten Jahres nach dem Einbau auf.
Die Rotation des Herzschrittmachers kann zur Dislokation und Bruch der Defibrillatorelektrode führen. Die Folgen sind z. B.:
- Stimulation des Nervus phrenicus mit Zwerchfellzuckungen
- Stimulation des Plexus brachialis mit rhythmischen Armzuckungen
- Synkope (symptomatische Bradykardie)
- fehlende Erfassung von eventuell tödlichen Herzrhythmusstörungen

## Ursache
Häufig liegt eine ungenügende Fixierung des Gerätes in der vorgesehenen Stelle vor.
Risikofaktoren dafür sind sehr junges und sehr hohes Alter des Patienten, psychiatrische oder kognitive Störungen, Manipulation durch den Patienten oder zu große Implantationstasche.

## Klinische Erscheinungen
Im Vordergrund steht die Funktionsstörung bis zum Funktionsausfall. Daneben kann es zu unerwünschten Stimulationen anderer Nerven wie des Nervus phrenicus oder des Plexus brachialis kommen. Bei Patienten mit einem implantierten automatischen Defibrillator (ICD) können inadäquate Defibrillationsschocks ausgelöst werden.
Das Phänomen kann auch außerhalb kardiologischer Indikationen auftreten, beispielsweise bei Implantation zur tiefen Hirnstimulation bei Parkinson-Krankheit.